# Palliduphantes cortesi
Espèce
Palliduphantes cortesi est une espèce d'araignées aranéomorphes de la famille des Linyphiidae.

## Distribution
Cette espèce est endémique d'Andalousie en Espagne,. Elle se rencontre dans les grottes de Sorbas dans la province d'Almeria.

## Description
Le mâle holotype mesure 2,02 mm et la femelle paratype 2,09 mm.

## Étymologie
Cette espèce est nommée en l'honneur d'Ángel Fernández Cortés.

## Publication originale
- Ribera, De Mas & Barranco, 2003 : Araneidos cavernícolas de la provincia de Almeria (I) y descripción de cuatro especies nuevas. Revista Ibérica de Aracnología, vol. 7, p. 3-17 (texte intégral).